# Омуракунов, Мухтарбек Суюналиевич
Мухтарбек Суюналиевич Омуракунов (кирг. Мухтар Сүйүналиевич Өмүракунов; 19 июля 1965, с. Калинин, Нарынская область — 30 апреля 2011, Варадеро, Куба) — киргизский предприниматель, политик; первый председатель политической партии «Замандаш» (2007—2011).

## Биография
С 1982 года учился во Фрунзенском политехническом институте (с перерывом в 1983—1985, когда служил в Советской Армии) и окончил его в 1989 году по специальности «инженер-строитель-технолог». В 1989—1990 годы преподавал в том же институте.
С 1990 года занимался предпринимательской деятельностью: председатель кооператива «Умут» (1990—1995), директор ОсОО «МЭНС» (1995—2001), генеральный директор Кыргызско-Российской компании «Биек-Карго» (2001—2003; первая транспортно-логистическая компания, осуществляющая перевозку текстильной продукции исключительно киргизского производства в города Казахстана и России). С 2005 года входил в состав правления ассоциации кыргызстанских легкопромышленных предприятий «Легпром».
В 2004—2006 годы работал торговым представителем Киргизской Республики в Уральском федеральном округе Российской Федерации; в 2006—2007 годы — статс-секретарь Госкомитета Киргизской Республики по миграции и трудоустройству. Одновременно в 2004—2008 годы был депутатом Бишкекского городского кенеша.
С 2003 года, выступив одним из организаторов ассоциации кыргызских диаспор России и Казахстана «Замандаш», был её председателем (с 2008 года — председателем правления ассоциации). Одновременно являлся основателем и президентом общественного фонда «Замандаш» (2003—2006).
В 2007 году основал политическую партию «Замандаш» и стал её председателем. На парламентских выборах 2010 года партия получила 3,82 % голосов, что не позволило ей занять места в Жогорку Кенеше Кыргызстана. В 2011 году был избран председателем «альтернативного парламента».
С 2008 года председатель правления Ассоциации кыргызских диаспор России и Казахстана «Замандаш».
Омуракунов Мухтарбек первым открыл транспортно-логистическую компанию, осуществляющая перевозку текстильную продукции исключительно Кыргызстанского производства в города Казахстана и Российской Федерации.
Кроме того, Мухтарбек Омуракунов объединил кыргызские диаспоры, находящиеся за пределами территории Кыргызстана, вследствие чего была создана Ассоциация "Замандаш". Современные историки и политики Кыргызстана отмечают, что Мухтарбек Омуракунов обладал лидерскими качествами и внес огромный вклад в развитие легкой промышленности Кыргызской Республики.
В 2010 году получил степень магистра управления бизнесом в Академии Управления при Президенте КР; государственный советник III класса государственной службы.
Погиб 30 апреля 2011 года, находясь на отдыхе на Кубе. Похоронен на родине.

### Семья
Женат; семь детей.

## Память
Имя М. Омуракунова присвоено улице в микрорайоне Ак-Орго Бишкека.
Имя М. Омуракунова присвоено главной улице Ат-Башинского района.
Имя М.Омуракунова присвоено мечети в Ат-Башинском районе.